# Georg von der Gröben
Georg Graf von der Gröben(-Neudörfchen) (16 tháng 6 năm 1817 tại Schrengen – 25 tháng 1 năm 1894 tại điền trang Neudörfchen, quận Marienwerder) là một sĩ quan quân đội Phổ, đã được thăng đến cấp Thượng tướng Kỵ binh. Ông đã tham gia các cuộc chiến tranh thống nhất nước Đức kể từ năm 1864 cho đến năm 1871.

## Tiểu sử
Gröben sinh vào tháng 6 năm 1817, trong gia tộc von der Groeben, một gia đình quý lớn và lâu đời đã sản sinh ra nhiều nhân vật quân sự. Ông là con trai trưởng của Thượng tướng Kỵ binh và chủ thái ấp Neudörfchen Karl von der Gröben với bà Selma von Dörnberg.
Gröben đã thành hôn với Elisabeth Gräfin von Münster-Ledeburg. Cặp đôi có hai người con gái

## Tểu sử
Gröben nhập ngũ quân đội Phổ vào năm 1836, được phong quân hàm Thiếu úy vào năm 1837 rồi được bổ nhiệm làm sĩ quan phụ tá của Vương tử Phổ, tức Vua Wilhelm I của Phổ về sau này. 7 năm sau (1849), ông tham gia chiến dịch ở Pfalz và Baden, nhằm trấn áp cuộc Cách mạng Baden. Đến năm 1853, ông trở thành sĩ quan hầu cận của vua Friedrich Wilhelm IV. Vào năm 1858, với cấp hàm Đại tá, ông được nhận chức vụ chỉ huy đầu tiên của mình là Tư lệnh lực lượng Hiến binh Hộ vệ (Leibgendarmerie), rồi được giao quyền chỉ huy Trung đoàn Khinh kỵ binh số 3 ở Rathenow. Vào năm 1864, ông tham gia cuộc Chiến tranh Đức-Đan Mạch. Sau khi được lên cấp bậc Thiếu tướng vào năm 1865, ông đã lãnh chức Chỉ huy trưởng Lữ đoàn Kỵ binh nhẹ số 3, gồm thâu các trung đoàn Long kỵ binh số 3 và Khinh kỵ binh số 12, tại Erfurt vào năm 1866. Trong cuộc Chiến tranh Bảy tuần với Áo, ông chỉ huy đơn vị của mình tham gia cuộc giao chiến kỵ binh ở Stresetitza trong trận Königgrätz vào ngày 3 tháng 7 năm 1866, tại đây ông trúng đạn ở hông và được tặng thưởng Huân chương Thập tự Xanh. Sau khi hòa bình được lập lại, ông lãnh quyền chỉ huy Lữ đoàn Kỵ binh số 14 tại Düsseldorf. Khi cuộc Chiến tranh Pháp-Đức (1870 – 1871) bùng nổ, ông tham gia cuộc chiến trên cương vị là chỉ huy trưởng Sư đoàn Kỵ binh III, một phần thuộc Tập đoàn quân số 1 của Phổ-Đức dưới quyền tướng Karl Friedrich von Steinmetz. Sau trận đánh chiếm Amiens vào ngày 27 tháng 11 năm 1870, ông được giao chỉ huy một phân bộ quân mới được thành lập yểm trợ Amiens và theo dõi các hoạt động của quân Pháp bại trận. Phân bộ quân này, bao gồm 6 tiểu đoàn, 8 đội kỵ binh, 3 khẩu đội pháo, và đại đội công binh dã chiến số 3 của Quân đoàn I, đã nhận trọng trách trấn thủ Amiens và chiến tuyến sông Somme, đồng thời phòng vệ tuyến đường sắt đến La Fère. Vào ngày 16 tháng 12 năm 1870, trước bước tiến của Tập đoàn quân phía Bắc của Pháp do tướng Louis Faidherbe chỉ huy trên sông Somme, Gröben nhận thấy việc phòng ngự Amiens là bất khả thi và rút quân khỏi đây. Cuộc triệt binh làm dấy lên những mâu thuẫn và bất đồng lớn giữa ông với vị Tổng tư lệnh mới của Tập đoàn quân số 1, Edwin von Manteuffel, và điều này về sau đã dẫn đến việc ông rời ngũ.
Vào ngày 18 tháng 1 năm 1871, ông thúc quân tấn công ác liệt vào các đội hình của Pháp ở Tertry-Pouilly, rồi sang ngày hôm sau, ông đã đóng góp đến thắng lợi quyết định của Đức trong trận St. Quentin. Sau khi cuộc chiến tranh chấm dứt, ông được điều làm Sư đoàn trưởng Sư đoàn số 4 ở Bromberg, rồi sau đó là Sư đoàn số 5 ở Frankfurt từ ngày 13 tháng 1 năm 1872. Vào năm 1875, con đường binh nghiệp của ông chấm dứt với quân hàm Danh dự (Charakter) Thượng tướng Kỵ binh (phong từ ngày 18 tháng 4 năm 1875), trước khi ông được kế thừa quyền quản lý điền trang khi cha mình qua đời vào năm 1876. Vào năm 1877, ông trở thành thành viên Viện Quý tộc Phổ, và giữ vai trò này cho đến khi từ trần vào tháng 1 năm 1894 tại điền trang Neudörfchen.